# Man on the Moon III: The Chosen
Man on the Moon III: The Chosen è il settimo album in studio del rapper statunitense Kid Cudi, pubblicato l'11 dicembre 2020 dalle etichette discografiche Wicked Awesome e Republic Records.
Annunciato il 26 ottobre 2020, è l'ultimo capitolo della trilogia iniziata con gli album Man on the Moon: The End of Day (2009) e Man on the Moon II: The Legend of Mr. Rager (2010). L'album contiene diciotto brani, tra i quali collaborazioni con Pop Smoke, Skepta, Phoebe Bridgers e Trippie Redd. Alla creazione del progetto hanno partecipato molti produttori di alto profilo, come lo stesso Cudi e Dot da Genius,  che hanno svolto anche il ruolo di produttori esecutivi, insieme a Plain Pat, Emile Haynie e Mike Dean, che avevano contribuito ai precedenti due album di Man on the Moon.
L'album parla del combattimento che Cudi ha contro il suo alter ego malvagio, Mr. Rager, nella speranza di riconquistare la sua pace interiore. Come per i precedenti due capitoli, l'album è diviso in quattro atti: Return 2 Madness; The Rager, The Menace; Heart of Rose Gold e Powers.

## Antefatti e promozione
La continuazione della trilogia di Man on the Moon di Kid Cudi è stata anticipata per la prima volta nel luglio 2020 attraverso collaborazione con Eminem The Adventures of Moon Man & Slim Shady, in cui Cudi canta: «The trilogy continues». Cudi ha ufficialmente confermato Man on the Moon III nell'ottobre 2020, pubblicando un trailer con la didascalia, «The trilogy continues... soon». A novembre confermato l'arrivo imminente di nuova musica.
Il 7 dicembre 2020 è stato pubblicato un nuovo trailer, rivelando il titolo, la data di uscita, la lista tracce e la copertina, disegnata da Sam Spratt. Sono stati pubblicati i video musicali delle tracce Heaven on Earth e She Knows This, quest'ultima un giorno prima dell'uscita dell'album; entrambi i video sono stati diretti da Nabil.

## Tracce
Crediti adattati da Tidal e Pitchfork.
Act I: Return 2 Madness
1. Beautiful Trip – 0:37 (Scott Mescudi, Emile Haynie, Oladipo Omishore, Patrick Reynolds, Finneas O'Connell)
2. Tequila Shots – 3:13 (Scott Mescudi, Oladipo Omishore, David Biral, Denzel Baptiste)
3. Another Day – 3:19 (Scott Mescudi, Oladipo Omishore, Jason Chung, David Biral, Denzel Baptiste)
4. She Knows This – 3:36 (Scott Mescudi, Oladipo Omishore, Julian Gramma, Michael Mule, Isaac de Boni)
5. Dive – 2:28 (Scott Mescudi, Anthony Kilhoffer, Travis Walton, Aaron Bow, Kevin Parker)

Act II: The Rager, The Menace
1. Damaged – 2:30 (Scott Mescudi, Oladipo Omishore, David Biral, Denzel Baptiste, Michael Dean)
2. Heaven on Earth – 3:21 (Scott Mescudi, Anthony Kilhoffer, Destin Omambo)
3. Show Out (with Skepta & Pop Smoke) – 2:54 (Scott Mescudi, Joseph Adenugac Bashar Jackson, Oladipo Omishore, Patrick Reynolds, Christopher Justice, Everett Romano)
4. Mr. Solo Dolo III – 4:02 (Scott Mescudi, Oladipo Omishore, Patrick Reynolds, Nicholas Britell, Rafeal Brown)

Act III: Heart of Rose Gold
1. Sad People – 2:56 (Scott Mescudi, Oladipo Omishore, David Biral, Denzel Baptiste)
2. Elsie's Baby Boy (Flashback) – 3:59 (Scott Mescudi, Evan Mast, Oladipo Omishore, Everett Romano, Alan Price)
3. Sept. 16 – 4:09 (Scott Mescudi, Oladipo Omishore, Emile Haynie, Patrick Reynolds, Finneas O'Connell)
4. The Void – 5:25 (Scott Mescudi, Michael Dean)
5. Lovin' Me (feat. Phoebe Bridgers) – 2:45 (Scott Mescudi, Phoebe Bridgers, Ryan Vojtesak, Oladipo Omishore, William Sullivan, Rami Eadeh)

Act IV: Powers
1. The Pale Moonlight – 2:56 (Scott Mescudi, Oladipo Omishore, Eadeh, Evan Mast)
2. Rockstar Knights (with Trippie Redd) – 3:51 (Scott Mescudi, Michael White IV, Oladipo Omishore, Ebony Oshunrinde, David Biral, Denzel Baptiste, Julius Alexander-Brown, Michael Dean)
3. 4 Da Kidz – 3:04 (Scott Mescudi, Oladipo Omishore, David Biral, Denzel Baptiste, Ebony Oshunrinde, Michael Dean)
4. Lord I Know – 3:32 (Scott Mescudi, Oladipo Omishore, David Biral, Denzel Baptiste, Vincent Goodyer, Michael Dean)

## Classifiche

### Classifiche settimanali
| Classifica (2020-21) | Posizione massima |
| -------------------- | ----------------- |
| Australia            | 25                |
| Austria              | 43                |
| Belgio (Fiandre)     | 23                |
| Belgio (Vallonia)    | 37                |
| Canada               | 2                 |
| Danimarca            | 6                 |
| Finlandia            | 24                |
| Francia              | 42                |
| Irlanda              | 17                |
| Italia               | 57                |
| Norvegia             | 6                 |
| Nuova Zelanda        | 7                 |
| Paesi Bassi          | 14                |
| Regno Unito          | 26                |
| Stati Uniti          | 2                 |
| Svezia               | 23                |
| Svizzera             | 18                |

### Classifiche di fine anno
| Classifica (2021) | Posizione |
| ----------------- | --------- |
| Stati Uniti       | 123       |